# Сускволя
Сусковоля — деревня в Польше, расположенная в Мазовецком воеводстве, Радомский повят, гмина Пёнки.
С востока и запада поселок окружен лесами на окраине Козеницкой пущи.

## Администрация
До 1954 года здесь располагалась коммуна Сусковоля. В 1954–1958 годах деревня принадлежала и была резиденцией властей кластера Сусковоля после его упразднения в кластере Пёнки. В 1957–1975 годах город административно принадлежал Кельцкому воеводству, затем в 1975–1998 годах — Радомскому воеводству.

## Коммуникация
Через город проходят воеводская дорога № 787, ведущая от железнодорожного вокзала в Пёнках до Зволеня, и окружная дорога № 3520W от Сусковолы до Поличны. Автобусный маршрут PKS из Зволеня в Варшаву проходит через Сусковолу.

## Образование
В деревне есть начальная школа, основанная в 1917 году, через год узаконенная как начальная. Он был расширен в 2002–2003 годах. С 1999 года в Сусковоле действует Комплекс государственных школ, в который входят начальная школа и детский сад, а когда-то в его состав входила неполная средняя школа.

## Спорт
В Сусковоле есть современный спортивный стадион. Объект построен в 2015 году. Здесь есть полноразмерное футбольное поле, трибуны, тренировочная площадка и хозяйственные постройки (в том числе большие и функциональные раздевалки, санузлы, судейская). Стадион ежедневно используется футбольным клубом «ГКС Легион Тотыржа». У клуба есть команда, которая на данный момент играет (2017 г.) в лиге Радома. На стадионе также действует юношеский футбольный клуб ГКС Сусковола. Площадь также используется во время местных мероприятий, соревнований (например, соревнований пожарных) и (в 2017 году) чемпионата Польши по футболу среди женщин до 16 лет. Также в том же году здесь состоялся первый спарринг-матч клубов, играющих в высшей лиге – «Радомяк Радом» и «Мотор Люблин».

## Памятники
Рядом со школой находятся руины усадебного дома XIX века, в котором во время Первой мировой войны размещался штаб польской армии. Вероятно, поместье посещал и сам маршал Юзеф Пилсудский. Здесь был дом из лиственницы, где жил художник Ежи Чурай. Рядом со школой находится здание 20-го века, бывшая резиденция гмины Сусковоля, ныне детский сад.

## Сноски
История школы в Сусковоле, А.Олеярз, А.Тенча, М.Немирска, У.Войцеховска, 2005 г. https://web.archive.org/web/20080227104050/http://www.suskowola.ovh.org/historia.html